# Norbert Wientzkowski
Norbert Wientzkowski (* 17. November 1940 in Schweidnitz, Landkreis Schweidnitz, Provinz Niederschlesien; † 24. April 2006 in Halle/Saale) war ein deutscher Gebrauchsgrafiker, Zeichner und Grafiker.

## Leben und Werk
Die Familie Wientzkowskis kam in der Folge des Zweiten Weltkriegs durch Vertreibung aus Schlesien in die Sowjetische Besatzungszone. Wientzkowski absolvierte von 1955 bis 1958 eine Lehre als Gebrauchswerber und studierte anschließend bis 1962 an der Fachschule für Werbung und Gestaltung Berlin in Berlin-Schöneweide. Von 1962 bis 1966 arbeitete er als Gebrauchsgrafiker und Gruppenleiter im VEB Chemische Werke Buna. Danach war er in Halle/Saale, wo er eine Atelierwohnung am Domplatz hatte, als Gebrauchsgrafiker freischaffend tätig. Er entwarf u. a. Plakate und für Großbetriebe wie ORWO und Buna und nach der deutschen Wiedervereinigung 1990 für das Technologie- und Gründerzentrum Halle Logos und Werbematerialien. Daneben betätigte er sich als freier Grafiker, Maler, Zeichner und Keramiker, wobei er mit erotischen Sujets populär wurde. Er sagte zu diesen Arbeiten: „Den menschlichen Körper darzustellen, das ist für mich immer noch das Interessanteste“. Ab Anfang der 1990er Jahre veröffentlichte er jährlich in einer Auflage von 800 Exemplaren einen großformatigen Kalender mit Akt-Bildern. Wientzkowski arbeitete vor allem mit der Rohrfeder, mit Bleistift, ab 1993 mit Airbrush. Er schuf auch Kaltnadelradierungen und bemalte und bezeichnete Fliesen, die er selbst brannte.
Wientzkowskis hatte eine große Zahl von Ausstellungsbeteiligungen und seit 1978 von Personalausstellungen.
Gebrauchsgrafische Arbeiten Wientzkowskis befinden sich u. a. im Deutschen Werbemuseum Frankfurt/Main.

## Mitgliedschaften
- bis 1990 Verband Bildender Künstler der DDR
- seit 1990 Berufsverband Bildender Künstler Sachsen-Anhalt e.V.
- Hallescher Kunstverein

## Ehrungen
- 1985: Erster Preis im Wettbewerb Die 100 besten Plakate des Jahres[2]
- 1985: Verdienstmedaille der DDR

## Buchpublikationen mit Bildern Wientzkowskis
- Gotthard Feustel (Hrsg.): Huren-Gespräche. Porträts aus zwei Jahrtausenden. Mit 12 Graphiken von Norbert Wientzkowski. Dietz, Berlin, 1992
- Hans-Georg Sehrt (Red.): Norbert Wientzkowski, Halle (Saale). Grafik-Design, Druckgrafiken und Zeichnungen. Hallescher Kunstverein 2000 (Ausstellungskatalog)

## Ausstellungen (unvollständig)

### Postume Personalausstellungen
- 2009 und 2016: Halle/Saale, Galerie Zaglmeier

### Beteiligung an zentralen und wichtigen regionalen Ausstellungen in der DDR
- 1965: Berlin, Deutsche Akademie der Künste („Junge Künstler. Gebrauchsgraphik“)
- 1967/1968, 1972/1973, 1977/1978 und 1987/1988: Dresden, VI. Deutsche Kunstausstellung und VII, VIII. und X. Kunstausstellung der DDR
- 1974 und 1979: Halle/Saale, Bezirkskunstausstellungen
- 1978: Halle/Saale, Staatliche Galerie Moritzburg; Galerie Roter Turm (Das Plakat im Bezirk Halle)
- 1985: Berlin, Berliner Stadtbibliothek („Marken und Zeichen aus der DDR“)
- 1986: Gotha, Schlossmuseum („Das Urteil des Paris in der bildenden Kunst der DDR“)